# Constantí
Constantí ist eine katalanische Gemeinde mit 6.888 Einwohnern (Stand: 2024) in der Provinz Tarragona im Nordosten Spaniens. Sie liegt in der Comarca Tarragonès.

## Geographische Lage
Constantí liegt etwa vier Kilometer nordnordwestlich vom Stadtzentrum von Tarragona und etwa 75 Kilometer westsüdwestlich von Barcelona.
Durch die Gemeinde führen die Autovía A-27 und die Autopista AP-7. Der Flughafen Reus liegt teilweise im Gemeindegebiet.

## Geschichte
1153 wurde der Ort Constantí gegründet. 1215 wurde die Burg und die erste Kirche durch den Erzbischof Espàrec de la Barca errichtet. Der Ort bzw. die Burg wurde zur Sommerresidenz der Erzbischöfe von Tarragona.

## Bevölkerungsentwicklung
| Jahr      | 1900 | 1950 | 1960 | 1970 | 1981 | 1991 | 2001 | 2011 | 2021 |
| Einwohner | 2306 | 1891 | 2395 | 3016 | 6021 | 5353 | 5007 | 6592 | 6724 |

## Sehenswürdigkeiten
- Reste der römischen Anlage Centcelles, UNESCO-Welterbe
- Felixkirche (Iglesia de San Félix), 1734 bis 1749 erbaut
- Turm von Fabrégues

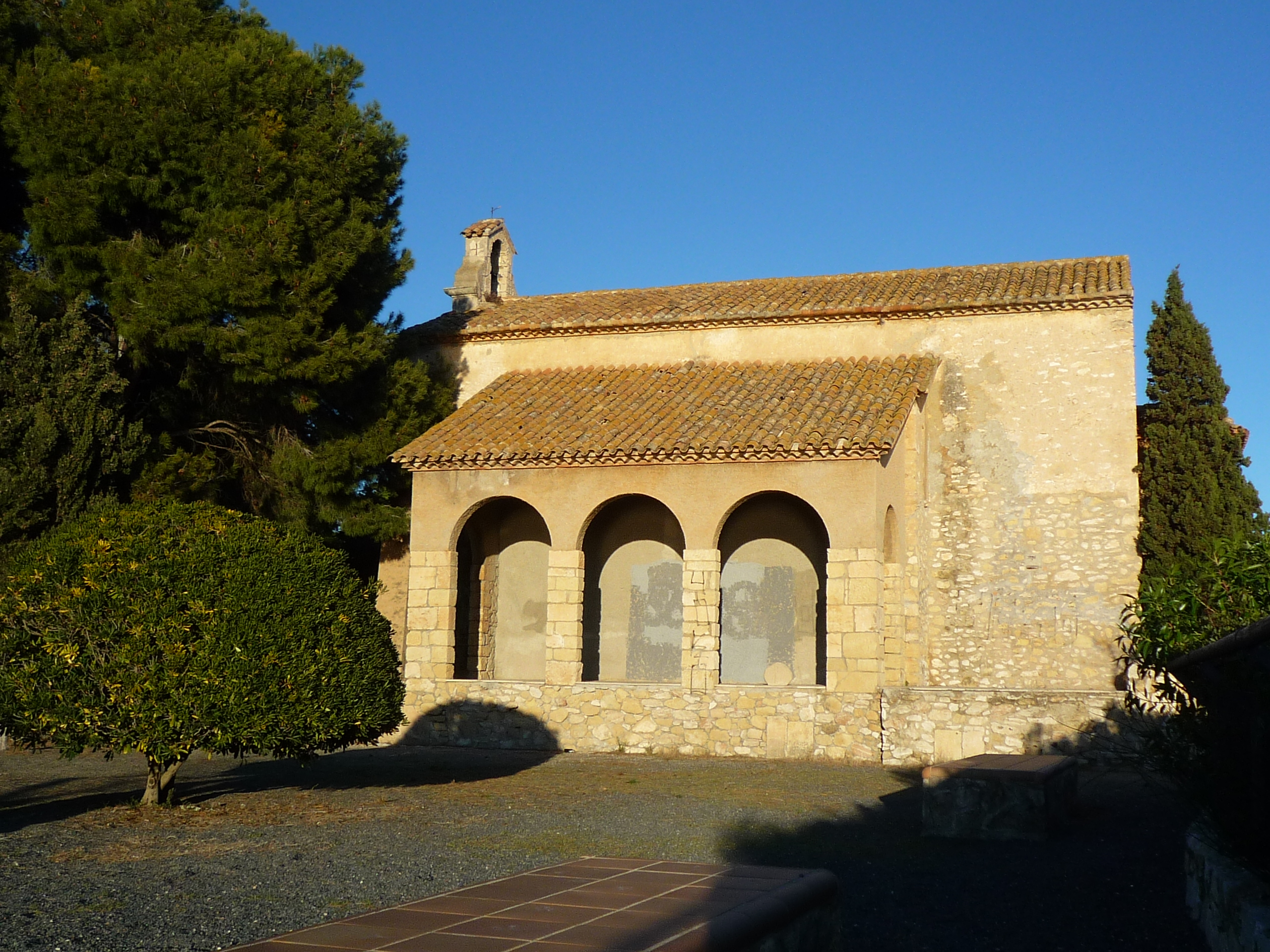
Marienkapelle
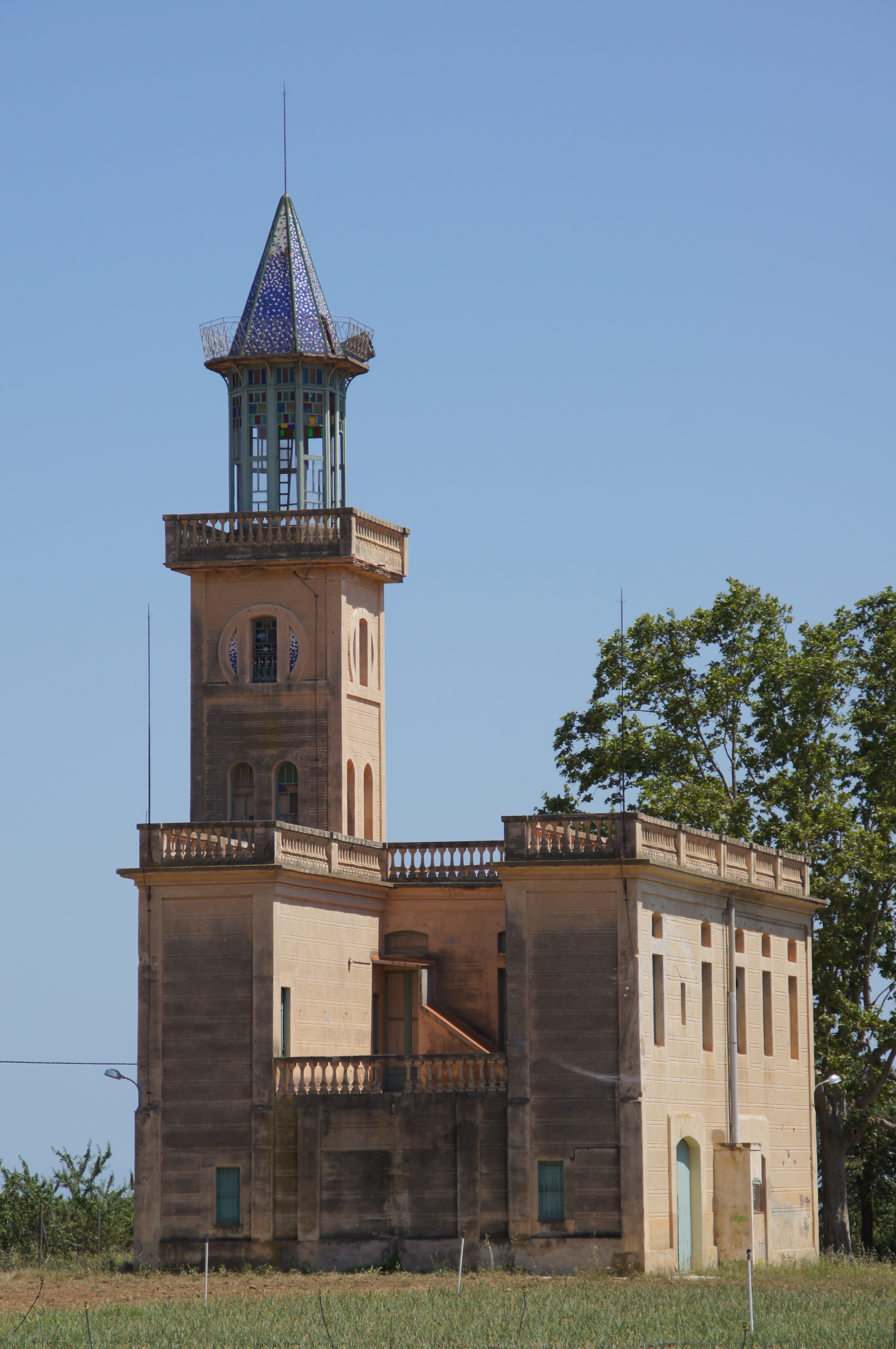
Turm von Fabrégues